# Epichrysocharis
Epichrysocharis är ett släkte av steklar. Epichrysocharis ingår i familjen finglanssteklar.
Kladogram enligt Catalogue of Life:
| Epichrysocharis | \| \| Epichrysocharis aligherini \| \| \| \| \| \| Epichrysocharis burwelli \| \| \| \| \| \| Epichrysocharis fusca \| \| \| \| \| \| Epichrysocharis nigriventris \| \| \| \| |
|                 | \| \| Epichrysocharis aligherini \| \| \| \| \| \| Epichrysocharis burwelli \| \| \| \| \| \| Epichrysocharis fusca \| \| \| \| \| \| Epichrysocharis nigriventris \| \| \| \| |
|                 | Epichrysocharis aligherini |
|                 | |
|                 | Epichrysocharis burwelli |
|                 | |
|                 | Epichrysocharis fusca |
|                 | |
|                 | Epichrysocharis nigriventris |
|                 | |